# Кирское сельское поселение
Ки́рское се́льское поселе́ние (чув. Кире ял тӑрӑхӗ) — муниципальное образование Алатырского района Чувашской Республики. 
Административный центр — посёлок Киря.

## Население
| 2010  | 2012  | 2013  | 2014  | 2015  | 2016  | 2017  |
| ----- | ----- | ----- | ----- | ----- | ----- | ----- |
| 1850  | ↘1808 | ↘1773 | ↘1730 | ↘1682 | ↘1650 | ↘1593 |
| 2018  | 2019  | 2020  | 2021  |       |       |       |
| ↘1556 | ↘1505 | ↘1477 | ↘1451 |       |       |       |

## Состав сельского поселения
| № | Населённый пункт | Тип населённого пункта          | Население |
| - | ---------------- | ------------------------------- | --------- |
| 1 | Киря             | посёлок, административный центр | ↘1185     |
| 2 | Полукиря         | посёлок                         | ↗15       |

## Организации
Градообразующее предприятие «Кирский лесокомбинат», работающее с 1931 года. Действует лесхоз, домостроительный комбинат, средняя общеобразовательная школа, рассчитанная на 400 ученических мест, дом культуры, библиотека, участковая больница, аптека, детская музыкальная школа, предприятия торговли системы потребкооперации, торговые точки частных предпринимателей, отделение «Почты России», детский сад.
Построены газопровод и водопровод.